# Isochariesthes moucheti
Isochariesthes moucheti es una especie de escarabajo longicornio del género Isochariesthes, tribu Tragocephalini, subfamilia Lamiinae. Fue descrita científicamente por Breuning en 1965.
Se distribuye por Camerún. Mide aproximadamente 8 milímetros de longitud. El período de vuelo ocurre en el mes de mayo.